# كوين ويلسون
كوين ويلسون (بالإنجليزية: Quinn Wilson)‏ هو عازف جاز أمريكي، ولد في 26 ديسمبر 1906 في شيكاغو في الولايات المتحدة، وتوفي في 14 يونيو 1978 في إيفانستون في الولايات المتحدة.

## وصلات خارجية
- كوين ويلسون على موقع ميوزك برينز (الإنجليزية)
- كوين ويلسون على موقع أول ميوزيك (الإنجليزية)
- كوين ويلسون على موقع ديسكوغز (الإنجليزية)